# Verwaltungsgemeinschaft Konzell
Die Verwaltungsgemeinschaft Konzell im niederbayerischen Landkreis Straubing-Bogen wurde im Zuge der Gemeindegebietsreform am 1. Mai 1978 gegründet und zum 1. Januar 1994 wieder aufgelöst.
Ihr gehörten die Gemeinden Konzell und Rattenberg an.
Sitz der Verwaltungsgemeinschaft war Konzell.